# Entandrophragma palustre
Entandrophragma palustre är en tvåhjärtbladig växtart som beskrevs av Pierre Staner. Entandrophragma palustre ingår i släktet Entandrophragma och familjen Meliaceae. Inga underarter finns listade i Catalogue of Life.